# Jacob Bruun Larsen
Jacob Bruun Larsen (19 september 1998) is een Deens voetballer die doorgaans als middenvelder speelt. Hij tekende in juli 2025 een contract tot medio 2029 bij Burnley, dat circa €4.000.000,- voor hem betaalde aan VfB Stuttgart. Bruun Larsen debuteerde in 2019 in het Deens voetbalelftal.

## Clubcarrière
Bruun Larsen speelde in de jeugdopleiding van Lyngby BK alvorens hij in januari 2015 de overstap maakte naar Borussia Dortmund. In het seizoen 2014/15 wist hij als B-junior de B-Jugend-Bundesliga te winnen. In de twee daaropvolgende seizoenen werd hij tweemaal kampioen in de A-Jugend-Bundesliga.
De Deen maakte op 26 oktober 2016 zijn officiële debuut voor Borussia Dortmund, in een wedstrijd om de DFB-Pokal tegen 1. FC Union Berlin. Dortmund won het duel na strafschoppen. Hij kwam acht minuten voor het einde van de reguliere speeltijd binnen de lijnen. In de voorbereiding van het seizoen 2017/18 werd hij definitief bij het eerste elftal gehaald. Bruun Larsen kwam dat seizoen nauwelijks aan spelen toe en werd in januari 2018 voor het restant van het seizoen verhuurd aan VfB Stuttgart. Bij terugkeer in Dortmund kon hij onder de nieuwe trainer Lucien Favre wel rekenen op speelminuten. Bruun Larsen maakte op 26 september 2018 in een met 7–0 gewonnen wedstrijden tegen 1. FC Nürnberg zijn eerste treffer voor Borussia Dortmund'. Hij zou dat seizoen 24 wedstrijden in actie komen. Het volgende seizoen (19/20) kwam de buitenspeler echter weinig aan bod en hij werd halverwege het seizoen verkocht aan TSG 1899 Hoffenheim. In januari 2021 werd hij uitgeleend aan RSC Anderlecht tot het eind van het seizoen 2020/21. Op de eerste speeldag van de Champions' Play-offs kroonde hij zich tegen Club Brugge tot man van de match met een assist en doelpunt.
Op 27 juli 2023 tekende Bruun Larsen voor het seizoen 2023/24 op huurbasis bij het onlangs naar de Premier League gepromoveerde Burnley FC. Hij was een vaste waarde in het elftal van Vincent Kompany, maar kon niet voorkomen dat Burnley het seizoen afsloot in de degradatiezone. Bruun Larsen werd met zeven treffers clubtopscorer.
Op 8 januari 2025 keerde Bruun Larsen definitief terug naar VfB Stuttgart, waar hij eerder al op huurbasis speelde. Hij tekende een contract tot medio 2027. In mei 2025 won Bruun Larsen met Stuttgart de DFB-Pokal. In de finalewedstrijd tegen Arminia Bielefeld hield trainer Sebastian Hoeneß hem echter de volledige wedstrijd op de bank.
Op 11 juli 2025 keerde Bruun Larsen terug naar het recent naar de Premier League gepromoveerde Burnley.

## Clubstatistieken
| Seizoen | Club              | Competitie      | Competitie | Competitie | Beker | Beker | Internationaal | Internationaal | Totaal | Totaal |
| Seizoen | Club              | Competitie      | Wed.       | Dlp.       | Wed.  | Dlp.  | Wed.           | Dlp.           | Wed.   | Dlp.   |
| ------- | ----------------- | --------------- | ---------- | ---------- | ----- | ----- | -------------- | -------------- | ------ | ------ |
| 2016/17 | Borussia Dortmund | Bundesliga      | 0          | 0          | 1     | 0     | 0              | 0              | 1      | 0      |
| 2017/18 | Borussia Dortmund | Bundesliga      | 1          | 0          | 0     | 0     | 0              | 0              | 1      | 0      |
| 2017/18 | → VfB Stuttgart   | Bundesliga      | 4          | 0          | 0     | 0     | –              | –              | 4      | 0      |
| 2018/19 | Borussia Dortmund | Bundesliga      | 24         | 2          | 1     | 0     | 5              | 1              | 30     | 3      |
| 2019/20 | Borussia Dortmund | Bundesliga      | 4          | 0          | 3     | 0     | 2              | 0              | 9      | 0      |
| 2019/20 | TSG Hoffenheim    | Bundesliga      | 11         | 0          | 1     | 0     | –              | –              | 12     | 0      |
| 2020/21 | TSG Hoffenheim    | Bundesliga      | 2          | 0          | 0     | 0     | 1              | 0              | 3      | 0      |
| 2020/21 | → RSC Anderlecht  | Eerste Klasse A | 16         | 2          | 4     | 0     | –              | –              | 20     | 2      |
| 2021/22 | TSG Hoffenheim    | Bundesliga      | 2          | 2          | 1     | 0     | –              | –              | 3      | 2      |
| Totaal  | Totaal            |                 | 64         | 6          | 11    | 0     | 8              | 2              | 82     | 7      |

Bijgewerkt op 24 augustus 2021.

## Interlandcarrière
Bruun Larsen kwam uit voor alle Deense nationale jeugdelftallen vanaf Denemarken −16. In 2016 nam hij met het Deens Olympisch team deel aan de Olympische Zomerspelen 2016. Zijn land doorliep de groepsfase, maar werd in de kwartfinale uitgeschakeld door Nigeria. Hij kwam alle wedstrijden in actie. Bruun Larsen nam drie jaar later met Denemarken −21 deel aan het EK –21 van 2019. Op 21 maart 2019 maakte Bruun Larsen onder bondscoach Åge Hareide zijn debuut in het Deens voetbalelftal, in een oefenwedstrijd tegen Kosovo. Hij was opgeroepen als vervanger van de geblesseerd afgehaakte vleugelspeler Robert Skov. Op 12 november 2021 maakte Bruun Larsen in een interland tegen het Faeröers voetbalelftal zijn eerste interlanddoelpunt voor Denemarken. Hij werd op 30 mei 2024 door Kasper Hjulmand opgenomen in de Deense selectie voor het EK 2024 in Duitsland. Denemarken speelde in de groepsfase gelijk tegen Slovenië, Engeland en Servië, waarna het in de achtste finales werd uitgeschakeld door gastland Duitsland (2–0). Op het toernooi kwam Bruun Larsen tot één invalbeurt, in de achtste finale tegen Duitsland.

## Erelijst
| Competitie        |                   |                   |                   |                   |
| Competitie        | Aantal            | Jaren             |                   |                   |
| Borussia Dortmund | Borussia Dortmund | Borussia Dortmund | Borussia Dortmund | Borussia Dortmund |
| ----------------- | ----------------- | ----------------- | ----------------- | ----------------- |
| DFB-Pokal         | 1x                | 2016/17           |                   |                   |
| DFL-Supercup      | 1x                | 2019              |                   |                   |
| VfB Stuttgart     |                   |                   |                   |                   |
| DFB-Pokal         | 1x                | 2024/25           |                   |                   |

1 Trafford ·
3 Sambo ·
5 Estève ·
6 Egan-Riley ·
7 Sarmiento ·
8 Brownhill  ·
9 Rodriguez ·
10 Manuel ·
11 Anthony ·
12 Humphreys ·
14 Roberts ·
15 Redmond ·
16 Egan ·
17 Foster ·
18 Ekdal ·
19 Flemming ·
20 Green ·
21 Ramsey ·
23 Pires ·
24 Cullen ·
28 Hannibal ·
29 Laurent ·
30 Koleosho ·
31 Trésor ·
32 Hladky ·
37 Houtondji ·
42 Massengo ·
44 Delcroix ·
Coach: Parker
· Assistent-coach: Jackson
· Assistent-coach: Jensen
1 Schmeichel ·
2 Andersen ·
3 Vestergaard ·
4 Kjær  ·
5 Mæhle ·
6 Christensen ·
7 Jensen ·
8 Delaney ·
9 Højlund ·
10 Eriksen ·
11 Skov Olsen ·
12 Dolberg ·
13 Jørgensen ·
14 Damsgaard ·
15 Nørgaard ·
16 Hermansen ·
17 Kristiansen ·
18 Bah ·
19 Wind ·
20 Poulsen ·
21 Hjulmand ·
22 Rønnow ·
23 Højbjerg ·
24 Dreyer ·
25 Kristensen ·
26 Bruun Larsen ·
Coach: Hjulmand